# Behešt-e Zahrá

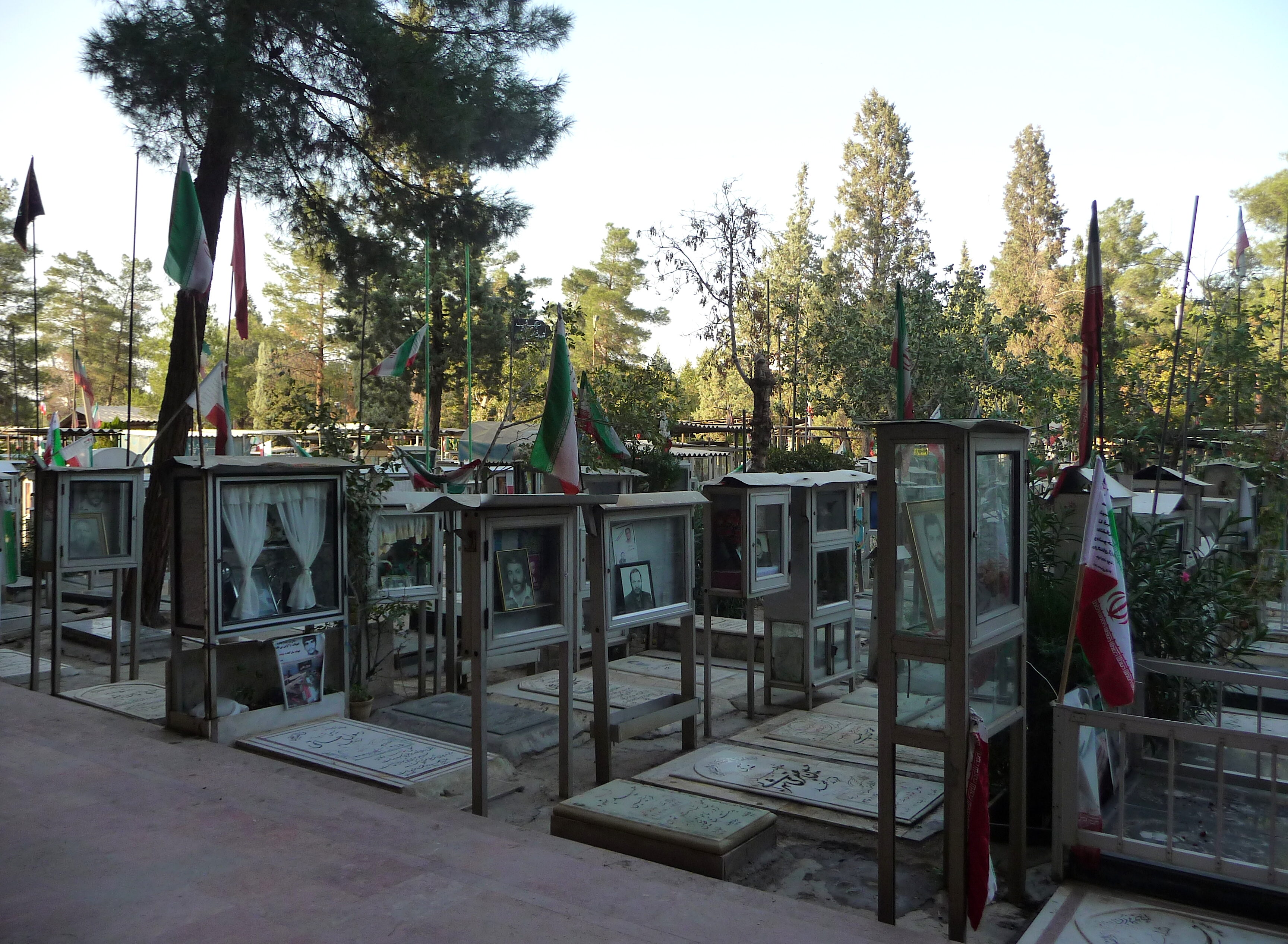
Vojenská část pohřebiště Behešt-e Zahrá

Behešt-e Zahrá (persky بهشت زهرا, v překladu do češtiny Ráj Zahry) je hřbitov na okraji Teheránu. Byl zřízen v roce 1970. Je to největší hřbitov v Íránu a jsou na něm pohřbeny tisíce vojáků padlých v irácko-íránské válce. Blízko hřbitova se nachází Chomejního mauzoleum.